# Троице-Сыпанов монастырь
Троице-Сыпанов Пахомиево-Нерехтский монастырь — монастырь Костромской епархии Русской православной церкви, находится в селе Троица Нерехтского района Костромской области, в километре от города Нерехта. Монастырь основан в XIV веке преподобным Пахомием Нерехтским как мужской, а после прекращения деятельности в XVIII веке, восстановлен в 1992 году как женская обитель.

## История
Основателем монастыря стал преподобный Пахомий Нерехтский — ученик преподобного Сергия Радонежского, который руководил Константино-Еленинской обителью около Владимира. Он покинул свой монастырь в стремлении к отшельничеству и поселился на берегу реки Солоницы при впадении в нее речки Гридевки, в месте, носившем название Сыпаново. 
Около 1365—1378 годов преподобным был построен храм во имя Живоначальной Троицы, для которого он написал икону Пресвятой Троицы. После смерти 21 марта 1384 года преподобный был погребен в храме.
В 1675—1676 годах на месте деревянного храма при финансовой поддержке ближнего боярина Никиты Одоевского построен каменный, главный алтарь которого также освящён в честь Троицы, с Пахомиевым приделом, где под спудом находились мощи преподобного Пахомия.
В ходе монастырской реформы XVIII века монастырь был упразднён, храм стал приходским и оставался им до закрытия в 1937 году.
Определением Священного Синода Русской православной церкви от 22 декабря 1992 года монастырь возрождён как женская обитель. В 2010-е годы в нарушение исторической традиции главы монастырского собора были зачем-то позолочены.
К монастырю приписаны Никольская часовня на Молочной горе в Костроме и Владимирская церковь в Нерехте (1685, некогда собор упразднённого женского монастыря).